# Dactylagnus peratikos
Dactylagnus peratikos is een straalvinnige vissensoort uit de familie van zandsterrenkijkers (Dactyloscopidae). De wetenschappelijke naam van de soort is voor het eerst geldig gepubliceerd in 1961 door Böhlke & Caldwell.